# Rantau Kermas
Rantau Kermas is een bestuurslaag in het regentschap Merangin van de provincie Jambi, Indonesië. Rantau Kermas telt 388 inwoners (volkstelling 2010).